# Samyang
Samyang Optics Company Limited est une société sud-coréenne fondée en 1972, elle fabrique des équipements optiques pour la vidéo surveillance et des accessoires photographiques. Tous les objectifs Samyang sont produits dans l'usine de la société à Masan, en Corée du Sud. Samyang est connue pour produire des objectifs à focale variable et monofocale, objectifs à diaphragme automatique et à diaphragme fixe. Les objectifs interchangeables sont compatibles avec les appareils fabriqués par d'autres sociétés (avec l'ajout d'une bague d'adaptation).
En 2004, elle a fusionné avec Seikou, fabricant japonais de périphériques CCTV.
Samyang fabrique des objectifs pour s'adapter aux reflex de Canon, Nikon, Sony, Fujifilm, Pentax, Samsung, Yashica, Olympus,  et Panasonic, ainsi qu'une large gamme d'objectifs à monture T2.
Les objectifs Samyang sont également commercialisés dans le monde sous diverses marques telles que Vivitar, Rokinon, Walimex, Bower ou Pro-Optic. Une gamme cinéma/vidéo est commercialisée sous la marque Xeen.
Les objectifs Samyang sont reconnus comme des produits à coût très contenu, pour une qualité de fabrication et de rendu optique de qualité. Cependant, leur faible coût s'explique par l'absence de couplage avec le boîtier de la plupart d'entre eux, qui impose une mise au point manuelle et souvent (à l'exception des modèles AE en monture Nikon) une visée à diaphragme réel.

## Objectifs à focale fixe et à mise au point manuelle

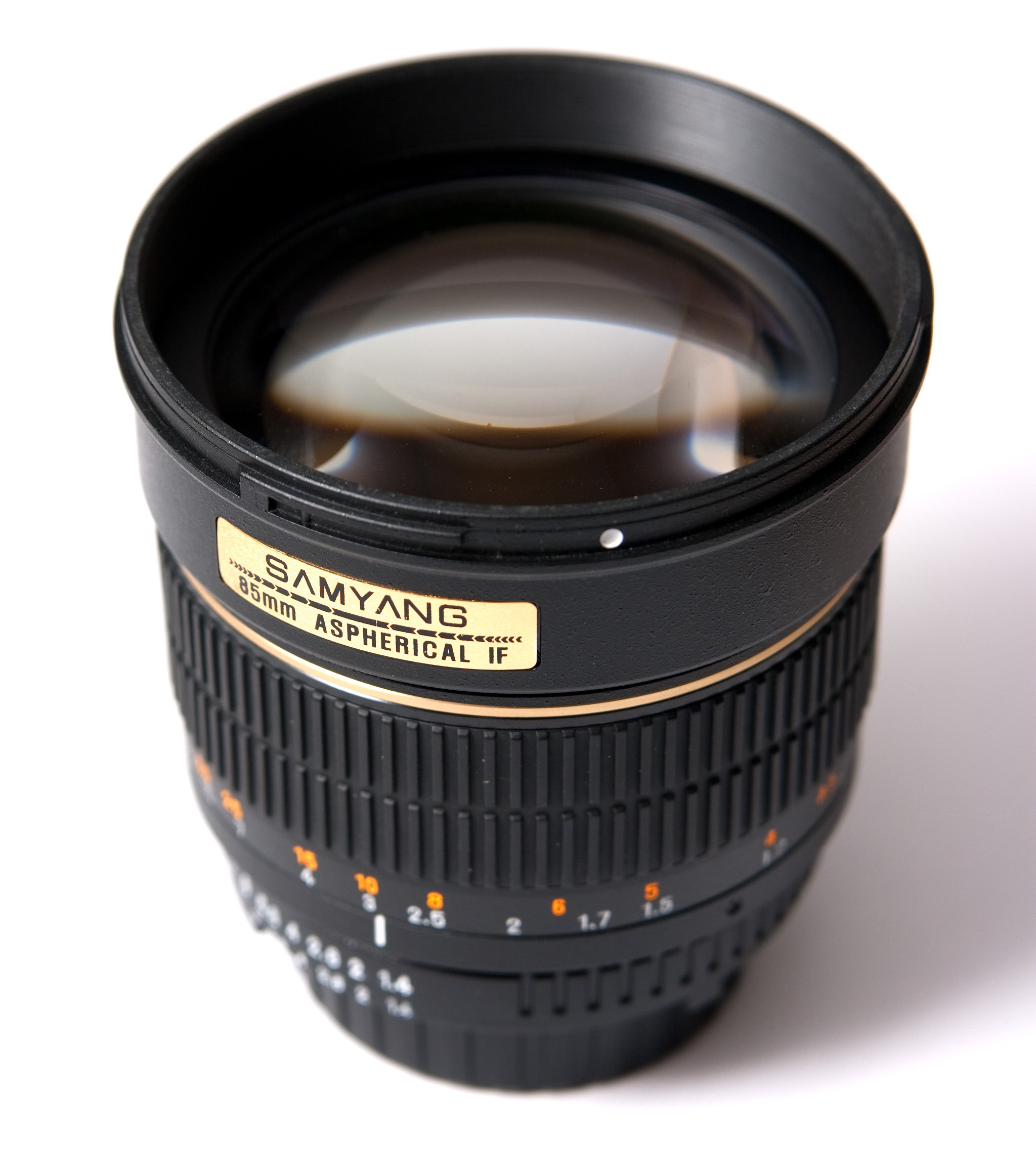
Samyang 85mm f/1.4 IF Asphérique

### Objectifs à focale fixe
- Samyang 8mm f/2.8 Fisheye (Pour hybrides à capteur APS-C)
- Samyang 8mm f/3.5 Fisheye (Pour capteur APS-C / DX)
- Samyang 10mm f/2.8 ED AS NCS CS (Pour capteur APS-C / DX, asphérique)
- Samyang 10mm f/3.5 XP
- Samyang 12mm f/2
- Samyang 14mm f/2.8 IF ED UMC Asphérique
- Samyang AE 14mm f/2.8 IF ED AS UMC Asphérique
- Samyang 14mm f/2.4 XP
- Samyang 16mm f/2
- Samyang 24mm f/1.4 ED AS UMC
- Samyang 35mm f/1.4 AS UMC
- Samyang 35mm f/1.2 XP
- Samyang 50mm f/1.4
- Samyang 50mm f/1.2 XP
- Samyang 85mm f/1.4 IF Asphérique
- Samyang 85mm f/1.2 XP
- Samyang AE 85mm f/1.4 IF Asphérique

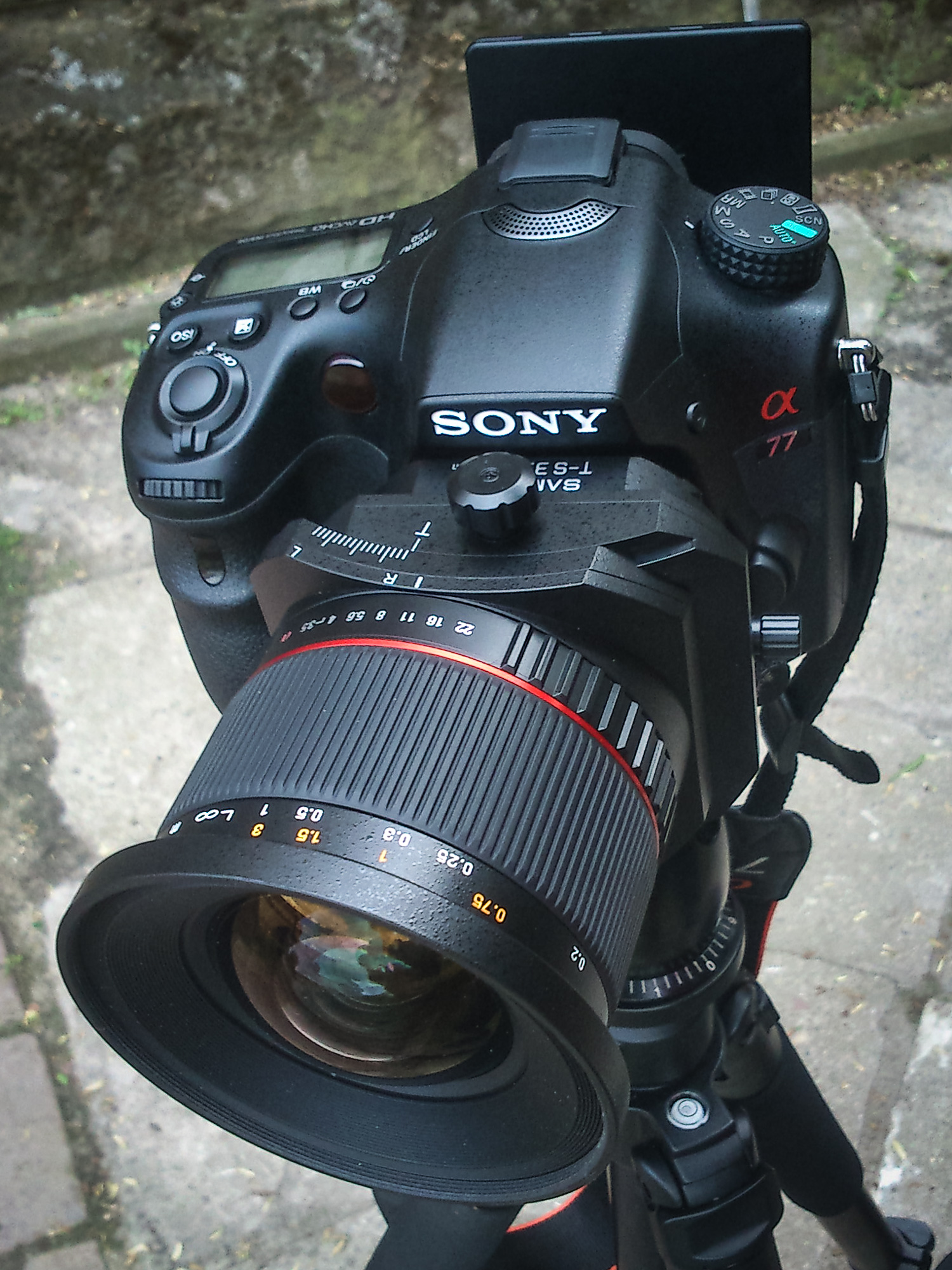
Samyang T-S 24mm f/3.5 monté sur un Sony Alpha 77.

- Samyang 100mm f/2.8
- Samyang 135mm f:2

- Samyang T-S 24mm f/3.5 ED AS UMC

### Objectifs à miroirMonture T

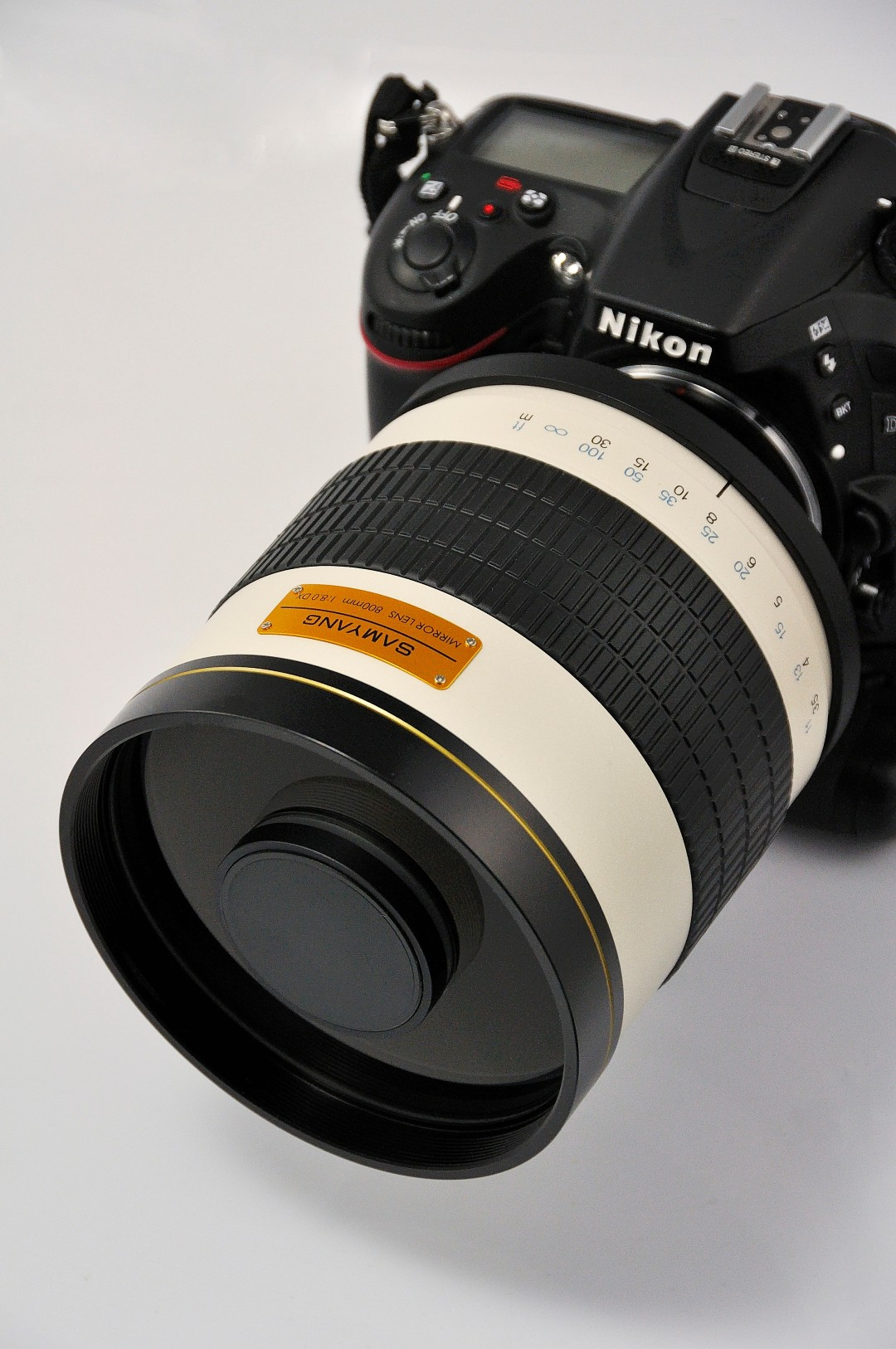
Objectif catadioptrique Samyang 8/800 mm monté sur boîtier Nikon

- Samyang 330mm f/5.6
- Samyang 440mm f/5.6
- Samyang 500mm f/6.3
- Samyang 500mm f/8
- Samyang 800mm f/8

### Objectifs à focale fixeMonture T
- Samyang 350mm f/5.6
- Samyang 500mm f/5.6
- Samyang 500mm f/8 Pre-réglé
- Samyang 500mm f/8 ED
- Samyang 500mm f/8 ED Pre-réglé

## Zoom à mise au point manuelle

### ZoomMonture T
- Samyang 650-1300mm f/8-16

## Objectifs à mise au point automatique

### Objectifs à focale fixe
- Samyang AF 12mm f/2
- Samyang AF 14mm f/2.8
- Samyang AF 18mm f/2.8
- Samyang AF 24mm f/1.8
- Samyang AF 35mm f/1.8
- Samyang AF 35mm f/1.4
- Samyang AF 45mm f/1.8
- Samyang AF 50mm f/1.4
- Samyang AF 75mm f/1.8
- Samyang AF 85mm f/1.4
- Samyang AF 135mm f/1.8

### Objectifs à focale variable (zoom)
- Samyang AF 24-70mm f/2.8
- Samyang AF 35-150mm f/2-2.8

## Monture Canon RF
En 2020, des objectifs AF Samyang ont été commercialisés en monture Canon RF (remplaçante de la monture Canon EF). Ces objectifs ont été retirés subitement du marché en 2021 (seul certains objectifs MF demeurent disponibles avec cette monture RF). Les raisons de ce retrait sont liées à un refus de Canon de voir des objectifs AF de marque tierces vendus en monture RF (la marque Chinoise Viltrox est également concernée),,.